# Pentanatriumtriphosphat
Pentanatriumtriphosphat (auch Natriumtripolyphosphat) ist ein farbloses Natriumsalz des Anions Triphosphat, gehört zu den Phosphaten und hat die Summenformel Na5P3O10. Der Name Triphosphat wird gelegentlich anstelle von Pentanatriumtriphosphat verwendet. Triphosphate sind auch Teile wichtiger organischer Verbindungen wie zum Beispiel des Adenosintriphosphats.

## Synthese
Pentanatriumtriphosphat entsteht durch Kondensation der ortho-Phosphorsäure:
{\displaystyle \mathrm {6\ H_{3}PO_{4}+5\ Na_{2}CO_{3}\longrightarrow } } {\displaystyle \mathrm {2\ Na_{5}P_{3}O_{10}+5\ CO_{2}+9\ H_{2}O} }
Im Labor erhält man es aus Natriumphosphat und Natriumdiphosphat:
{\displaystyle \mathrm {NaPO_{3}+Na_{4}P_{2}O_{7}\longrightarrow Na_{5}P_{3}O_{10}} }
Möglich ist auch die Herstellung aus Natriumtrimetaphosphat:
{\displaystyle \mathrm {Na_{3}P_{3}O_{9}+2\ NaOH\longrightarrow Na_{5}P_{3}O_{10}+H_{2}O} }

## Eigenschaften
Pentanatriumtriphosphat ist ein hygroskopischer, weißer, geruchloser, nicht brennbarer Feststoff, welcher leicht löslich in Wasser ist. Er zersetzt sich ab einer Temperatur von 622 °C, wobei Phosphoroxide und Natriumoxid entstehen. Seine wässrige Lösung reagiert alkalisch.

## Verwendung

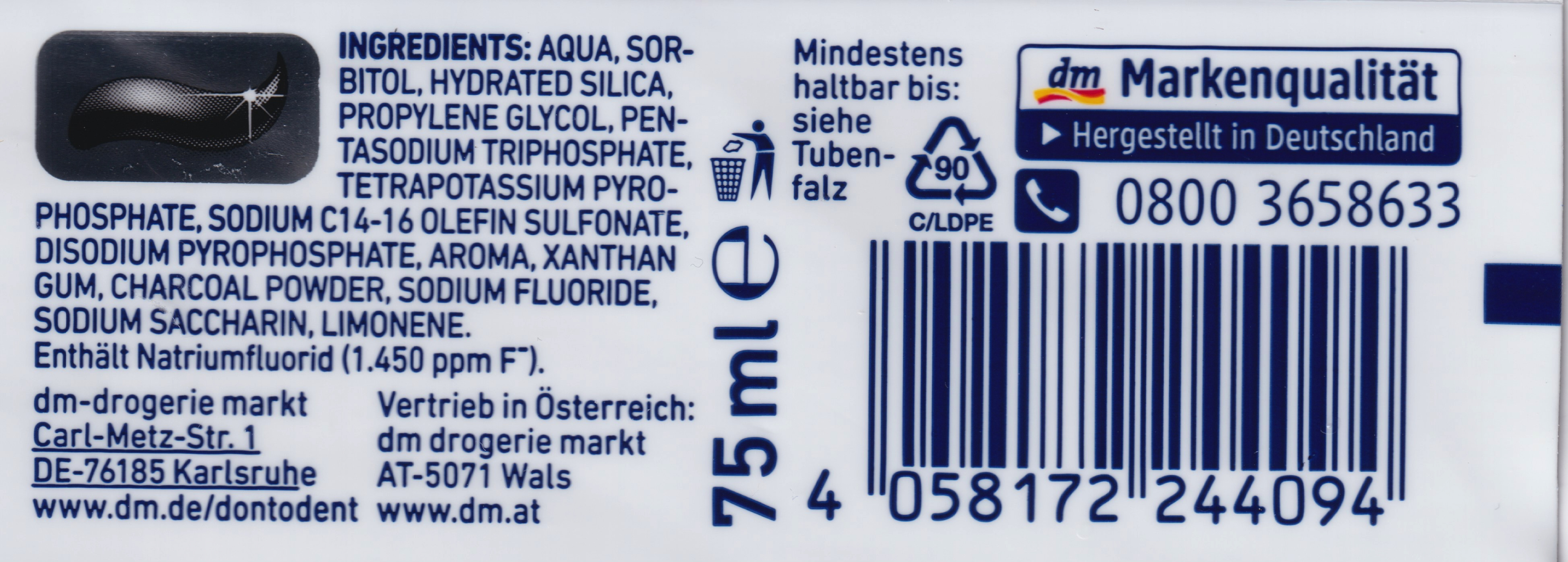
INCI-konforme Deklaration der Inhaltsstoffe einer Zahnpasta

Triphosphate werden in Waschmitteln verwendet, um das Wasser zu enthärten und somit die Tenside in ihrer Wirkung zu unterstützen.
Die Triphosphatanionen des Pentanatriumtriphosphats zum Beispiel bilden mit Calcium- und Magnesiumionen stabile und wasserlösliche Verbindungen. Es handelt sich also um einen guten Komplexbildner, der verhindert, dass sich schwer lösliche Verbindungen, so genannte „Kalkseifen“, aus den Erdalkalimetallen bilden, die sich dann beispielsweise an den Heizstäben in Waschmaschinen oder auf der Wäsche absetzen und somit die Wirkung des Waschmittels, der Tenside, behindern.
In der Schweiz ist die Verwendung von Phosphaten in Waschmitteln verboten.
Moderne Kläranlagen halten den größten Teil der im Abwasser enthaltenen und als Nährstoff von Mikroorganismen und Pflanzen benötigten Phosphate zurück. Dennoch wird ein großer Teil der Waschmittel-Phosphate heutzutage durch Zeolith A – ein Natriumaluminiumsilicat – ersetzt, um eine Überdüngung der Oberflächengewässer durch Phosphate zu verhindern. In Maschinengeschirrspülmitteln wurden allerdings in der EU noch bis 2017 Phosphate als Enthärter verwendet. Die EU-Detergenzienverordnung schreibt mit Wirkung seit 1. Januar 2017 eine Höchstmenge von 0,3 Gramm Phosphat pro Standarddosierung vor.
Pentanatriumtriphosphat wird in der Lebensmitteltechnik als Komplexbildner, Säureregulator, Schmelzsalz, Festigungsmittel oder Stabilisator eingesetzt.
Pentanatriumtriphosphat ist zusammen mit Pentakaliumtriphosphat in der EU als Lebensmittelzusatzstoff unter der gemeinsamen Nummer E 451 für bestimmte Lebensmittel mit jeweils unterschiedlichen Höchstmengenbeschränkungen zugelassen. Nach der Zusatzstoff-Zulassungsverordnung sind dies – für die meisten zugelassenen Phosphate weitgehend einheitliche – einzelne Festlegungen für eine breite Palette mit zahlreichen unterschiedlichen Lebensmittelsorten. Die zugelassenen Höchstmengen variieren von 0,5 bis hin zu 50 Gramm pro Kilogramm (in Getränkeweißer für Automaten) oder auch dem Fehlen einer festen Beschränkung (quantum satis – nach Bedarf, bei Nahrungsergänzungsmitteln und teils bei Kaugummis).
Phosphate stehen im Verdacht, Hyperaktivität, allergische Reaktionen und Osteoporose auszulösen.
Es wurde eine erlaubte Tagesdosis von 70 Milligramm pro Kilogramm Körpergewicht für die Gesamtmenge aufgenommener Phosphorsäure und Phosphate festgelegt.